# 브랜드 뉴 프로덕션
브랜드 뉴 프로덕션(Brand New Production)은 라이머가 대표로 있는 대한민국의 연예기획사이다. 처음에는 IC Entertainment라는 이름으로 시작하였으나, 개편을 하면서 지금의 이름으로 바뀌었다. N-Son의 미니 앨범이 레이블의 첫 발표 앨범이었으며, 이후 킵루츠 등을 영입하면서 주목을 받았다. 그리고 2009년 9월, 브랜드 뉴 프로덕션은 조PD와 라이머가 합병을 하면서 브랜뉴 스타덤으로 탈바꿈하였다.

## 역사
Brand New Production은 IC Entertainment라는 이름으로 처음 출발을 하였다 (그 정확한 시작 시기는 잘 알려져있지 않지만, 대략 2003~2004년 경으로 추정된다). IC Entertainment가 처음으로 프로듀싱한 앨범은 N-Son의 EP Time 2 Shine으로, 2004년 10월에 발표되었다. 이후 잠시 잠잠하였다가 2006년, Brand New Production이라는 새로운 이름을 발표하고, Rhymer, The Note, Keeproots, Enjel, 태완의 라인업을 선보여 힙합 매니아들에게 기대를 갖게 하였다. 이후 추가적으로 멤버들을 더 모집하고 멤버들의 앨범을 프로듀싱하였다.
2009년 여름에 들어서는 조PD와 함께 손을 잡고 브랜뉴 스타덤 엔터테인먼트라는 이름으로 거듭났다. 이에 대한 공식 발표는 없었으나, 2009년 9월 4일 방송된 슈퍼스타 K 7회에서 "브랜드 뉴 스타덤 Ent. 대표"로 소개된 강호경 씨가 조PD와 라이머의 회사에서 나왔음을 소개하는 부분이 있다. 이후 9월 BrandNew Stardom이 공식적으로 출범했음을 알리는 뉴스가 떴다.

### 멤버
거쳐간 멤버를 모두 기록함
- Rhymer
- ICON - Keeproots, A-Man
- The Note aka G-Sky
- Enjel aka 채은정
- Annie K
- VIP - N-Son, J-Trax
- Koffee
- Bizniz
- 태완 aka C-Luv

## 디스코그래피
브랜뉴 스타덤 출범 전까지의 발표 앨범 목록
- 2004년 10월 11일 N-Son - Time 2 Shine
- 2006년 2월 22일 태완 - A Love Confession
- 2006년 6월 19일 Rhymer - 게임 음악 디지털 싱글
- 2006년 12월 22일 태완 - Same Color, Different Feeling 디지털 싱글
- 2007년 2월 27일 Enjel - My Name Is Enjel
- 2007년 4월 25일 Rhymer - Brand New Rhymer
- 2007년 8월 14일 Enjel - Out 디지털 싱글
- 2007년 12월 4일 Enjel - 바보야 디지털 싱글
- 2007년 12월 27일 The Note - Make A Mental Note 디지털 앨범
- 2008년 5월 20일 Rhymer - Brand New Life
- 2008년 7월 8일 Enjel - 3! 4! 디지털 싱글
- 2009년 7월 2일 Bizniz - Suga Luv 디지털 싱글